# Lijst van wereldkampioenen zwemmen (mannen)
Deze lijst van wereldkampioenen zwemmen (mannen) bevat de complete lijst van mannelijke medaillewinnaars op de Wereldkampioenschappen zwemmen.

## Vrije slag

### 50 meter
| Jaar             | Goud                      | Zilver                    | Brons                     |
| 1986 - Madrid    | Tom Jager                 | Dano Halsall              | Matt Biondi               |
| 1991 - Perth     | Tom Jager                 | Matt Biondi               | Gennadi Prigoda           |
| 1994 - Rome      | Aleksandr Popov           | Gary Hall jr.             | Majolis Raimundas         |
| 1998 - Perth     | Bill Pilczuk              | Aleksandr Popov           | Ricardo Busquets          |
| 1998 - Perth     | Bill Pilczuk              | Aleksandr Popov           | Michael Klim              |
| 2001 - Fukuoka   | Anthony Ervin             | Pieter van den Hoogenband | Roland Mark Schoeman      |
| 2001 - Fukuoka   | Anthony Ervin             | Pieter van den Hoogenband | Tomohiro Yamanoi          |
| 2003 - Barcelona | Aleksandr Popov           | Mark Foster               | Pieter van den Hoogenband |
| 2005 - Montréal  | Roland Mark Schoeman      | Duje Draganja             | Bartosz Kizierowski       |
| 2007 - Melbourne | Benjamin Wildman-Tobriner | Cullen Jones              | Stefan Nystrand           |
| 2009 - Rome      | César Cielo Filho         | Frédérick Bousquet        | Amaury Leveaux            |
| 2011 - Shanghai  | César Cielo Filho         | Luca Dotto                | Alain Bernard             |
| 2013 - Barcelona | César Cielo Filho         | Vladimir Morozov          | George Bovell             |
| 2015 - Kazan     | Florent Manaudou          | Nathan Adrian             | Bruno Fratus              |
| 2017 - Boedapest | Caeleb Dressel            | Bruno Fratus              | Ben Proud                 |
| 2019 - Gwangju   | Caeleb Dressel            | Bruno Fratus              | Niet uitgereikt           |
| 2019 - Gwangju   | Caeleb Dressel            | Kristian Golomeev         | Niet uitgereikt           |
| 2022 - Boedapest | Ben Proud                 | Michael Andrew            | Maxime Grousset           |

### 100 meter
| Jaar                | Goud              | Zilver                    | Brons              |
| 1973 - Belgrado     | Jim Montgomery    | Michel Rousseau           | Mike Wenden        |
| 1975 - Cali         | Andy Coan         | Vladimir Boere            | Jim Montgomery     |
| 1978 - West-Berlijn | David McCagg      | Jim Montgomery            | Klaus Steinbach    |
| 1982 - Guayaquil    | Jörg Woithe       | Rowdy Gaines              | Per Johanson       |
| 1986 - Madrid       | Matt Biondi       | Stéphan Caron             | Tom Jager          |
| 1991 - Perth        | Matt Biondi       | Tommy Werner              | Giorgio Lamberti   |
| 1994 - Rome         | Aleksandr Popov   | Gary Hall jr.             | Gustavo Borges     |
| 1998 - Perth        | Aleksandr Popov   | Michael Klim              | Lars Frölander     |
| 2001 - Fukuoka      | Anthony Ervin     | Pieter van den Hoogenband | Lars Frölander     |
| 2003 - Barcelona    | Aleksandr Popov   | Pieter van den Hoogenband | Ian Thorpe         |
| 2005 - Montréal     | Filippo Magnini   | Roland Mark Schoeman      | Ryk Neethling      |
| 2007 - Melbourne    | Filippo Magnini   |                           | Eamon Sullivan     |
| 2007 - Melbourne    | Brent Hayden      |                           | Eamon Sullivan     |
| 2009 - Rome         | César Cielo Filho | Alain Bernard             | Frédérick Bousquet |
| 2011 - Shanghai     | James Magnussen   | Brent Hayden              | William Meynard    |
| 2013 - Barcelona    | James Magnussen   | Jimmy Feigen              | Nathan Adrian      |
| 2015 - Kazan        | Ning Zetao        | Cameron McEvoy            | Federico Grabich   |
| 2017 - Boedapest    | Caeleb Dressel    | Nathan Adrian             | Mehdy Metella      |
| 2019 - Gwangju      | Caeleb Dressel    | Kyle Chalmers             | Vladislav Grinev   |
| 2022 - Boedapest    | David Popovici    | Maxime Grousset           | Joshua Liendo      |

### 200 meter
| Jaar                | Goud              | Zilver                    | Brons                     |
| 1973 - Belgrado     | Jim Montgomery    | Kurt Krumpholz            | Roger Pyttel              |
| 1975 - Cali         | Timothy Shaw      | Bruce Furniss             | Brian Brinkley            |
| 1978 - West-Berlijn | William Forrester | Rowdy Gaines              | Sergej Kopljakov          |
| 1982 - Guayaquil    | Michael Groß      | Rowdy Gaines              | Jörg Woithe               |
| 1986 - Madrid       | Michael Groß      | Sven Lodziewski           | Matt Biondi               |
| 1991 - Perth        | Giorgio Lamberti  | Steffen Zesner            | Artur Wojdat              |
| 1994 - Rome         | Antti Kasvio      | Anders Holmertz           | Danyon Loader             |
| 1998 - Perth        | Michael Klim      | Massimiliano Rosolino     | Pieter van den Hoogenband |
| 2001 - Fukuoka      | Ian Thorpe        | Pieter van den Hoogenband | Klete Keller              |
| 2003 - Barcelona    | Ian Thorpe        | Pieter van den Hoogenband | Grant Hackett             |
| 2005 - Montréal     | Michael Phelps    | Grant Hackett             | Ryk Neethling             |
| 2007 - Melbourne    | Michael Phelps    | Pieter van den Hoogenband | Park Tae-Hwan             |
| 2009 - Rome         | Paul Biedermann   | Michael Phelps            | Danila Izotov             |
| 2011 - Shanghai     | Ryan Lochte       | Michael Phelps            | Paul Biedermann           |
| 2013 - Barcelona    | Yannick Agnel     | Conor Dwyer               | Danila Izotov             |
| 2015 - Kazan        | James Guy         | Sun Yang                  | Paul Biedermann           |
| 2017 - Boedapest    | Sun Yang          | Townley Haas              | Aleksandr Krasnych        |
| 2019 - Gwangju      | Sun Yang          | Katsuhiro Matsumoto       | Martin Maljoetin          |
| 2019 - Gwangju      | Sun Yang          | Katsuhiro Matsumoto       | Duncan Scott              |
| 2022 - Boedapest    | David Popovici    | Hwang Sun-woo             | Thomas Dean               |

### 400 meter
| Jaar                | Goud              | Zilver             | Brons              |
| 1973 - Belgrado     | Rick DeMont       | Brad Cooper        | Bengt Gingsjö      |
| 1975 - Cali         | Timothy Shaw      | Bruce Furniss      | Frank Pfüste       |
| 1978 - West-Berlijn | Vladimir Salnikov | Jeff Float         | William Forrester  |
| 1982 - Guayaquil    | Vladimir Salnikov | Svietoslav Semenov | Sven Lodziewski    |
| 1986 - Madrid       | Rainer Henkel     | Uwe Daßler         | Dan Jorgensen      |
| 1991 - Perth        | Jörg Hoffmann     | Stefan Pfeiffer    | Artur Wojdat       |
| 1994 - Rome         | Kieren Perkins    | Antti Kasvio       | Danyon Loader      |
| 1998 - Perth        | Ian Thorpe        | Grant Hackett      | Paul Palmer        |
| 2001 - Fukuoka      | Ian Thorpe        | Grant Hackett      | Emiliano Brembilla |
| 2003 - Barcelona    | Ian Thorpe        | Grant Hackett      | Dragoș Coman       |
| 2005 - Montréal     | Grant Hackett     | Joeri Priloekov    | Oussama Mellouli   |
| 2007 - Melbourne    | Park Tae-Hwan     | Grant Hackett      | Joeri Priloekov    |
| 2009 - Rome         | Paul Biedermann   | Oussama Mellouli   | Zhang Lin          |
| 2011 - Shanghai     | Park Tae-Hwan     | Sun Yang           | Paul Biedermann    |
| 2013 - Barcelona    | Sun Yang          | Kosuke Hagino      | Connor Jaeger      |
| 2015 - Kazan        | Sun Yang          | James Guy          | Ryan Cochrane      |
| 2017 - Boedapest    | Sun Yang          | Mack Horton        | Gabriele Detti     |
| 2019 - Gwangju      | Sun Yang          | Mack Horton        | Gabriele Detti     |
| 2022 - Boedapest    | Elijah Winnington | Lukas Märtens      | Guilherme Costa    |

### 800 meter
| Jaar             | Goud                 | Zilver               | Brons                |
| 2001 - Fukuoka   | Ian Thorpe           | Grant Hackett        | Graeme Smith         |
| 2003 - Barcelona | Grant Hackett        | Larsen Jensen        | Igor Chervynskyi     |
| 2005 - Montréal  | Grant Hackett        | Larsen Jensen        | Joeri Priloekov      |
| 2007 - Melbourne | Przemysław Stańczyk  | Craig Stevens        | Federico Colbertaldo |
| 2009 - Rome      | Zhang Lin            | Oussama Mellouli     | Ryan Cochrane        |
| 2011 - Shanghai  | Sun Yang             | Ryan Cochrane        | Gergő Kis            |
| 2013 - Barcelona | Sun Yang             | Michael McBroom      | Ryan Cochrane        |
| 2015 - Kazan     | Sun Yang             | Gregorio Paltrinieri | Mack Horton          |
| 2017 - Boedapest | Gabriele Detti       | Wojciech Wojdak      | Gregorio Paltrinieri |
| 2019 - Gwangju   | Gregorio Paltrinieri | Henrik Christiansen  | David Aubry          |
| 2022 - Boedapest | Robert Finke         | Florian Wellbrock    | Mychailo Romantsjoek |

### 1500 meter
| Jaar                | Goud                 | Zilver               | Brons                |
| 1973 - Belgrado     | Stephen Holland      | Rick DeMont          | Brad Cooper          |
| 1975 - Cali         | Timothy Shaw         | Brian Goodell        | David Parker         |
| 1978 - West-Berlijn | Vladimir Salnikov    | Borut Petrič         | Bobby Hackett        |
| 1982 - Guayaquil    | Vladimir Salnikov    | Sviatoslav Salnikov  | Darjan Petrič        |
| 1986 - Madrid       | Rainer Henkel        | Stefano Battistelli  | Dan Jorgensen        |
| 1991 - Perth        | Jörg Hoffmann        | Kieren Perkins       | Stefan Pfeiffer      |
| 1994 - Rome         | Kieren Perkins       | Daniel Kowalski      | Steffen Zesner       |
| 1998 - Perth        | Grant Hackett        | Emiliano Brembilla   | Daniel Kowalski      |
| 2001 - Fukuoka      | Grant Hackett        | Graeme Smith         | Aleksej Filipets     |
| 2003 - Barcelona    | Grant Hackett        | Igor Chervynskyi     | Erik Vendt           |
| 2005 - Montréal     | Grant Hackett        | Larsen Jensen        | David Davies         |
| 2007 - Melbourne    | Mateusz Sawrymowicz  | Joeri Priloekov      | David Davies         |
| 2009 - Rome         | Oussama Mellouli     | Ryan Cochrane        | Sun Yang             |
| 2011 - Shanghai     | Sun Yang             | Ryan Cochrane        | Gergő Kis            |
| 2013 - Barcelona    | Sun Yang             | Ryan Cochrane        | Gregorio Paltrinieri |
| 2015 - Kazan        | Gregorio Paltrinieri | Connor Jaeger        | Ryan Cochrane        |
| 2017 - Boedapest    | Gregorio Paltrinieri | Mychailo Romantsjoek | Mack Horton          |
| 2019 - Gwangju      | Florian Wellbrock    | Mychailo Romantsjoek | Gregorio Paltrinieri |
| 2022 - Boedapest    | Gregorio Paltrinieri | Robert Finke         | Florian Wellbrock    |

## Rugslag

### 50 meter
| Jaar             | Goud                   | Zilver           | Brons              |
| 2001 - Fukuoka   | Randall Bal            | Thomas Rupprath  | Matt Welsh         |
| 2003 - Barcelona | Thomas Rupprath        | Matt Welsh       | Gerhard Zandberg   |
| 2005 - Montréal  | Aristeidis Grigoriadis | Matt Welsh       | Liam Tancock       |
| 2007 - Melbourne | Gerhard Zandberg       | Thomas Rupprath  | Liam Tancock       |
| 2009 - Rome      | Liam Tancock           | Junya Koga       | Gerhard Zandberg   |
| 2011 - Shanghai  | Liam Tancock           | Camille Lacourt  | Gerhard Zandberg   |
| 2013 - Barcelona | Camille Lacourt        | Jérémy Stravius  |                    |
| 2013 - Barcelona | Camille Lacourt        | Matt Grevers     |                    |
| 2015 - Kazan     | Camille Lacourt        | Matt Grevers     | Ben Treffers       |
| 2017 - Boedapest | Camille Lacourt        | Junya Koga       | Matt Grevers       |
| 2019 - Gwangju   | Zane Waddell           | Jevgeni Rylov    | Kliment Kolesnikov |
| 2022 - Boedapest | Justin Ress            | Hunter Armstrong | Ksawery Masiuk     |

### 100 meter
| Jaar                | Goud                | Zilver            | Brons               |
| 1973 - Belgrado     | Roland Matthes      | Mike Stamm        | Lutz Wanja          |
| 1975 - Cali         | Roland Matthes      | John Murphy       |                     |
| 1975 - Cali         | Malvin Nash         | John Murphy       |                     |
| 1978 - West-Berlijn | Bob Jackson         | Peter Rocka       | Romulo Arantes      |
| 1982 - Guayaquil    | Dirk Richter        | Rick Carey        | Vladimir Chementov  |
| 1986 - Madrid       | Igor Poljanski      | Dirk Richter      | Sergej Zaboltnov    |
| 1991 - Perth        | Jeff Rouse          | Mark Tewksbury    | Martín López-Zubero |
| 1994 - Rome         | Martín López-Zubero | Jeff Rouse        | Tamás Deutsch       |
| 1998 - Perth        | Lenny Krayzelburg   | Mark Versfeld     | Stev Theloke        |
| 2001 - Fukuoka      | Matt Welsh          | Örn Arnarson      | Steffen Driesen     |
| 2003 - Barcelona    | Aaron Peirsol       | Arkadi Vjatsjanin |                     |
| 2003 - Barcelona    | Aaron Peirsol       | Matt Welsh        |                     |
| 2005 - Montréal     | Aaron Peirsol       | Randall Bal       | László Cseh         |
| 2007 - Melbourne    | Aaron Peirsol       | Ryan Lochte       | Liam Tancock        |
| 2009 - Rome         | Junya Koga          | Helge Meeuw       | Aschwin Wildeboer   |
| 2011 - Shanghai     | Camille Lacourt     |                   | Ryosuke Irie        |
| 2011 - Shanghai     | Jérémy Stravius     |                   | Ryosuke Irie        |
| 2013 - Barcelona    | Matt Grevers        | David Plummer     | Jérémy Stravius     |
| 2015 - Kazan        | Mitch Larkin        | Camille Lacourt   | Matt Grevers        |
| 2017 - Boedapest    | Xu Jiayu            | Matt Grevers      | Ryan Murphy         |
| 2019 - Gwangju      | Xu Jiayu            | Jevgeni Rylov     | Mitch Larkin        |
| 2022 - Boedapest    | Thomas Ceccon       | Ryan Murphy       | Hunter Armstrong    |

### 200 meter
| Jaar                | Goud                | Zilver              | Brons             |
| 1973 - Belgrado     | Roland Matthes      | Zóltan Verrasztó    | John Naber        |
| 1975 - Cali         | Zóltan Verrasztó    | Mark Tonelli        | Paul Howe         |
| 1978 - West-Berlijn | Jesse Vassallo      | Gary Hurring        | Zóltan Verrasztó  |
| 1982 - Guayaquil    | Rick Carey          | Sándor Wladár       | Frank Baltrusch   |
| 1986 - Madrid       | Igor Poljanski      | Frank Baltrusch     | Frank Hoffmeister |
| 1991 - Perth        | Martín López-Zubero | Stefano Battistelli | Vladimir Selkov   |
| 1994 - Rome         | Vladimir Selkov     | Martín López-Zubero | Royce Sharp       |
| 1998 - Perth        | Lenny Krayzelburg   | Ralf Braun          | Mark Versfeld     |
| 2001 - Fukuoka      | Aaron Peirsol       | Markus Rogan        | Örn Arnarson      |
| 2003 - Barcelona    | Aaron Peirsol       | Gordan Kožulj       | Simon Dufour      |
| 2005 - Montréal     | Aaron Peirsol       | Markus Rogan        | Ryan Lochte       |
| 2007 - Melbourne    | Ryan Lochte         | Aaron Peirsol       | Markus Rogan      |
| 2009 - Rome         | Aaron Peirsol       | Ryosuke Irie        | Ryan Lochte       |
| 2011 - Shanghai     | Ryan Lochte         | Ryosuke Irie        | Tyler Clary       |
| 2013 - Barcelona    | Ryan Lochte         | Radosław Kawęcki    | Tyler Clary       |
| 2015 - Kazan        | Mitch Larkin        | Radosław Kawęcki    | Jevgeni Rylov     |
| 2017 - Boedapest    | Jevgeni Rylov       | Ryan Murphy         | Jacob Pebley      |
| 2019 - Gwangju      | Jevgeni Rylov       | Ryan Murphy         | Luke Greenbank    |
| 2022 - Boedapest    | Ryan Murphy         | Luke Greenbank      | Shaine Casas      |

## Schoolslag

### 50 meter
| Jaar             | Goud                  | Zilver                | Brons                 |
| 2001 - Fukuoka   | Oleg Lisogor          | Roman Sloednov        | Domenico Fioravanti   |
| 2003 - Barcelona | James Gibson          | Oleg Lisogor          | Mihály Flaskay        |
| 2005 - Montréal  | Mark Warnecke         | Mark Gangloff         | Kosuke Kitajima       |
| 2007 - Melbourne | Oleg Lisogor          | Brendan Hansen        | Cameron van der Burgh |
| 2009 - Rome      | Cameron van der Burgh | Felipe França         | Mark Gangloff         |
| 2011 - Shanghai  | Felipe França         | Fabio Scozzoli        | Cameron van der Burgh |
| 2013 - Barcelona | Cameron van der Burgh | Christian Sprenger    | Giulio Zorzi          |
| 2015 - Kazan     | Adam Peaty            | Cameron van der Burgh | Kevin Cordes          |
| 2017 - Boedapest | Adam Peaty            | João Gomes Júnior     | Cameron van der Burgh |
| 2019 - Gwangju   | Adam Peaty            | Felipe Lima           | João Gomes Júnior     |
| 2022 - Boedapest | Nic Fink              | Nicolò Martinenghi    | Michael Andrew        |

### 100 meter
| Jaar                | Goud                   | Zilver                | Brons                  |
| 1973 - Belgrado     | John Hencken           | Mihail Krioekin       | Nobutaka Taguchi       |
| 1975 - Cali         | David Wilkie           | Nobutaka Taguchi      | David Leigh            |
| 1978 - West-Berlijn | Walter Kusch           | Graham Smith          | Gerald Mörken          |
| 1982 - Guayaquil    | Steve Lundquist        | Victor Davis          | John Moffett           |
| 1986 - Madrid       | Victor Davis           | Gianni Minervini      | Dimitri Volkov         |
| 1991 - Perth        | Norbert Rózsa          | Adrian Moorhouse      | Gianni Minervini       |
| 1994 - Rome         | Norbert Rózsa          | Károly Güttler        | Frédérik Deburghgraeve |
| 1998 - Perth        | Frédérik Deburghgraeve | Zeng Qiliang          | Kurt Grote             |
| 2001 - Fukuoka      | Roman Sloednov         | Domenico Fioravanti   | Ed Moses               |
| 2003 - Barcelona    | Kosuke Kitajima        | Brendan Hansen        | James Gibson           |
| 2005 - Montréal     | Brendan Hansen         | Kosuke Kitajima       | Hugues Duboscq         |
| 2007 - Melbourne    | Brendan Hansen         | Kosuke Kitajima       | Brenton Rickard        |
| 2009 - Rome         | Brenton Rickard        | Hugues Duboscq        | Cameron van der Burgh  |
| 2011 - Shanghai     | Alexander Dale Oen     | Fabio Scozzoli        | Cameron van der Burgh  |
| 2013 - Barcelona    | Christian Sprenger     | Cameron van der Burgh | Felipe Lima            |
| 2015 - Kazan        | Adam Peaty             | Cameron van der Burgh | Ross Murdoch           |
| 2017 - Boedapest    | Adam Peaty             | Kevin Cordes          | Kirill Prigoda         |
| 2019 - Gwangju      | Adam Peaty             | James Wilby           | Yan Zibei              |
| 2022 - Boedapest    | Nicolò Martinenghi     | Arno Kamminga         | Nic Fink               |

### 200 meter
| Jaar                | Goud               | Zilver                 | Brons              |
| 1973 - Belgrado     | David Wilkie       | John Hencken           | Nobutaka Taguchi   |
| 1975 - Cali         | David Wilkie       | Richard Colella        | Nikolaj Pankin     |
| 1978 - West-Berlijn | Nicholas Nevid     | Arsen Miskarov         | Walter Kusch       |
| 1982 - Guayaquil    | Victor Davis       | Robertas Žulpa         | John Moffett       |
| 1986 - Madrid       | József Szabó       | Victor Davis           | Steven Bentley     |
| 1991 - Perth        | Mike Barrowman     | Norbert Rózsa          | Nick Gillingham    |
| 1994 - Rome         | Norbert Rózsa      | Eric Wunderlich        | Károly Güttler     |
| 1998 - Perth        | Kurt Grote         | Jean-Christophe Sarnin | Norbert Rózsa      |
| 2001 - Fukuoka      | Brendan Hansen     | Maxim Podoprigora      | Kosuke Kitajima    |
| 2003 - Barcelona    | Kosuke Kitajima    | Ian Edmond             | Brendan Hansen     |
| 2005 - Montréal     | Brendan Hansen     | Mike Brown             | Genki Imamura      |
| 2007 - Melbourne    | Kosuke Kitajima    | Brenton Rickard        | Loris Facci        |
| 2009 - Rome         | Dániel Gyurta      | Eric Shanteau          | Giedrius Titenis   |
| 2009 - Rome         | Dániel Gyurta      | Eric Shanteau          | Christian Sprenger |
| 2011 - Shanghai     | Dániel Gyurta      | Kosuke Kitajima        | Christian vom Lehn |
| 2013 - Barcelona    | Dániel Gyurta      | Marco Koch             | Matti Mattsson     |
| 2015 - Kazan        | Marco Koch         | Kevin Cordes           | Dániel Gyurta      |
| 2017 - Boedapest    | Anton Tsjoepkov    | Yasuhiro Koseki        | Ippei Watanabe     |
| 2019 - Gwangju      | Anton Tsjoepkov    | Matthew Wilson         | Ippei Watanabe     |
| 2022 - Boedapest    | Zac Stubblety-Cook | Yu Hanaguruma          | niet uitgereikt    |
| 2022 - Boedapest    | Zac Stubblety-Cook | Erik Persson           | niet uitgereikt    |

## Vlinderslag

### 50 meter
| Jaar             | Goud                 | Zilver          | Brons               |
| 2001 - Fukuoka   | Geoff Huegill        | Lars Frölander  | Mark Foster         |
| 2003 - Barcelona | Matt Welsh           | Ian Crocker     | Jevgeni Korotysjkin |
| 2005 - Montréal  | Roland Mark Schoeman | Ian Crocker     | Sergiy Breus        |
| 2007 - Melbourne | Roland Mark Schoeman | Ian Crocker     | Jakob Andkjær       |
| 2009 - Rome      | Milorad Čavić        | Matt Targett    | Rafael Muñoz        |
| 2011 - Shanghai  | César Cielo Filho    | Matt Targett    | Geoff Huegill       |
| 2013 - Barcelona | César Cielo Filho    | Eugene Godsoe   | Frédérick Bousquet  |
| 2015 - Kazan     | Florent Manaudou     | Nicholas Santos | László Cseh         |
| 2015 - Kazan     | Florent Manaudou     | Nicholas Santos | Konrad Czerniak     |
| 2017 - Boedapest | Ben Proud            | Nicholas Santos | Andriy Hovorov      |
| 2019 - Gwangju   | Caeleb Dressel       | Oleg Kostin     | Nicholas Santos     |
| 2022 - Boedapest | Caeleb Dressel       | Nicholas Santos | Michael Andrew      |

### 100 meter
| Jaar                | Goud              | Zilver            | Brons                 |
| 1973 - Belgrado     | Bruce Robertson   | Joe Bottom        | Robin Backhaus        |
| 1975 - Cali         | Gregory Jagenburg | Roger Pyttel      | William Forrester     |
| 1978 - West-Berlijn | Joe Bottom        | Gregory Jagenburg | Pär Arvidsson         |
| 1982 - Guayaquil    | Matthew Gribble   | Michael Groß      | Bengt Baron           |
| 1986 - Madrid       | Pablo Morales     | Matt Biondi       | Andrew Jameson        |
| 1991 - Perth        | Anthony Nesty     | Michael Groß      | Vjatsjetslav Koelikov |
| 1994 - Rome         | Rafał Szukała     | Lars Frölander    | Denis Pankratov       |
| 1998 - Perth        | Michael Klim      | Lars Frölander    | Geoff Huegill         |
| 2001 - Fukuoka      | Lars Frölander    | Ian Crocker       | Geoff Huegill         |
| 2003 - Barcelona    | Ian Crocker       | Michael Phelps    | Andrij Serdinov       |
| 2005 - Montréal     | Ian Crocker       | Michael Phelps    | Andrij Serdinov       |
| 2007 - Melbourne    | Michael Phelps    | Ian Crocker       | Albert Subirats       |
| 2009 - Rome         | Michael Phelps    | Milorad Čavić     | Rafael Muñoz          |
| 2011 - Shanghai     | Michael Phelps    | Konrad Czerniak   | Tyler McGill          |
| 2013 - Barcelona    | Chad le Clos      | László Cseh       | Konrad Czerniak       |
| 2015 - Kazan        | Chad le Clos      | László Cseh       | Joseph Schooling      |
| 2017 - Boedapest    | Caeleb Dressel    | Kristóf Milák     | Joseph Schooling      |
| 2017 - Boedapest    | Caeleb Dressel    | Kristóf Milák     | James Guy             |
| 2019 - Gwangju      | Caeleb Dressel    | Andrej Minakov    | Chad le Clos          |
| 2022 - Boedapest    | Kristóf Milák     | Naoki Mizunuma    | Joshua Liendo         |

### 200 meter
| Jaar                | Goud               | Zilver             | Brons              |
| 1973 - Belgrado     | Robin Backhaus     | Steven Gregg       | Hartmut Floecker   |
| 1975 - Cali         | William Forrester  | Roger Pyttel       | Brian Brinkley     |
| 1978 - West-Berlijn | Mike Bruner        | Steven Gregg       | Roger Pyttel       |
| 1982 - Guayaquil    | Michael Groß       | Sergej Fesenko     | Craig Beardsley    |
| 1986 - Madrid       | Michael Groß       | Anthony Mosse      | Benny Nielsen      |
| 1991 - Perth        | Melvin Stewart     | Michael Groß       | Tamás Darnyi       |
| 1994 - Rome         | Denis Pankratov    | Danyon Loader      | Chris-Carol Bremer |
| 1998 - Perth        | Denys Sylantjev    | Franck Esposito    | Tom Malchow        |
| 2001 - Fukuoka      | Michael Phelps     | Tom Malchow        | Anatoli Poljakov   |
| 2003 - Barcelona    | Michael Phelps     | Takashi Yamamoto   | Tom Malchow        |
| 2005 - Montréal     | Paweł Korzeniowski | Takeshi Matsuda    | Wu Peng            |
| 2007 - Melbourne    | Michael Phelps     | Wu Peng            | Nikolaj Skvortsov  |
| 2009 - Rome         | Michael Phelps     | Paweł Korzeniowski | Takeshi Matsuda    |
| 2011 - Shanghai     | Michael Phelps     | Takeshi Matsuda    | Wu Peng            |
| 2013 - Barcelona    | Chad le Clos       | Paweł Korzeniowski | Wu Peng            |
| 2015 - Kazan        | László Cseh        | Chad le Clos       | Jan Świtkowski     |
| 2017 - Boedapest    | Chad le Clos       | László Cseh        | Daiya Seto         |
| 2019 - Gwangju      | Kristóf Milák      | Daiya Seto         | Chad le Clos       |
| 2022 - Boedapest    | Kristóf Milák      | Léon Marchand      | Tomoru Honda       |

## Wisselslag

### 200 meter
| Jaar                | Goud                  | Zilver             | Brons                 |
| 1973 - Belgrado     | Gunnar Larsson        | Stanley Carper     | David Wilkie          |
| 1975 - Cali         | András Hargitay       | Steve Furniss      | Andrej Smirnov        |
| 1978 - West-Berlijn | Graham Smith          | Jesse Vassallo     | Oleksandr Sydorenko   |
| 1982 - Guayaquil    | Oleksandr Sydorenko   | William Barrett    | Giovanni Francheschi  |
| 1986 - Madrid       | Tamás Darnyi          | Alex Baumann       | Vadim Jarosjtsjoek    |
| 1991 - Perth        | Tamás Darnyi          | Eric Namesnik      | Christian Gessner     |
| 1994 - Rome         | Jani Sievinen         | Greg Burgess       | Attila Czene          |
| 1998 - Perth        | Marcel Wouda          | Xavier Marchand    | Ron Karnaugh          |
| 2001 - Fukuoka      | Massimiliano Rosolino | Tom Wilkens        | Justin Norris         |
| 2003 - Barcelona    | Michael Phelps        | Ian Thorpe         | Massimiliano Rosolino |
| 2005 - Montréal     | Michael Phelps        | László Cseh        | Ryan Lochte           |
| 2007 - Melbourne    | Michael Phelps        | Ryan Lochte        | László Cseh           |
| 2009 - Rome         | Ryan Lochte           | László Cseh        | Eric Shanteau         |
| 2011 - Shanghai     | Ryan Lochte           | Michael Phelps     | László Cseh           |
| 2013 - Barcelona    | Ryan Lochte           | Kosuke Hagino      | Thiago Pereira        |
| 2015 - Kazan        | Ryan Lochte           | Wang Shun          | Thiago Pereira        |
| 2017 - Boedapest    | Chase Kalisz          | Kosuke Hagino      | Wang Shun             |
| 2019 - Gwangju      | Daiya Seto            | Jérémy Desplanches | Chase Kalisz          |
| 2022 - Boedapest    | Léon Marchand         | Carson Foster      | Daiya Seto            |

### 400 meter
| Jaar                | Goud              | Zilver             | Brons                 |
| 1973 - Belgrado     | András Hargitay   | Rod Strachan       | Richard Colella       |
| 1975 - Cali         | András Hargitay   | Andrej Smirnov     | Hans Joachim Geissler |
| 1978 - West-Berlijn | Jesse Vassallo    | Sergej Fesenko     | András Hargitay       |
| 1982 - Guayaquil    | Ricardo Prado     | Jens-Peter Bernd   | Sergej Fesenko        |
| 1986 - Madrid       | Tamás Darnyi      | Vadim Jarosjtsjoek | Alex Baumann          |
| 1991 - Perth        | Tamás Darnyi      | Eric Namesnik      | Stefano Battistelli   |
| 1994 - Rome         | Tom Dolan         | Jani Sievinen      | Eric Namesnik         |
| 1998 - Perth        | Tom Dolan         | Marcel Wouda       | Curtis Myden          |
| 2001 - Fukuoka      | Alessio Boggiatto | Erik Vendt         | Tom Wilkens           |
| 2003 - Barcelona    | Michael Phelps    | László Cseh        | Oussama Mellouli      |
| 2005 - Montréal     | László Cseh       | Luca Marin         | Oussama Mellouli      |
| 2007 - Melbourne    | Michael Phelps    | Ryan Lochte        | Luca Marin            |
| 2009 - Rome         | Ryan Lochte       | Tyler Clary        | László Cseh           |
| 2011 - Shanghai     | Ryan Lochte       | Tyler Clary        | Yuya Horihata         |
| 2013 - Barcelona    | Daiya Seto        | Chase Kalisz       | Thiago Pereira        |
| 2015 - Kazan        | Daiya Seto        | Dávid Verrasztó    | Chase Kalisz          |
| 2017 - Boedapest    | Chase Kalisz      | Dávid Verrasztó    | Daiya Seto            |
| 2019 - Gwangju      | Daiya Seto        | Jay Litherland     | Lewis Clareburt       |
| 2022 - Boedapest    | Léon Marchand     | Carson Foster      | Chase Kalisz          |

## Estafettes

### 4x100 meter vrije slag
| Jaar                | Goud | Zilver | Brons |
| 1973 - Belgrado     | Verenigde Staten Melvin Nash Joe Bottom Jim Montgomery John Murphy                                                     | Sovjet-Unie Igor Grivennikov Viktor Aboimov Vladimir Krivtsov Vladimir Boere                                | Duitse Democratische Republiek Roland Matthes Roger Pyttel Peter Bruch Helmut Floeckner                                |
| 1975 - Cali         | Verenigde Staten Bruce Furniss Jim Montgomery Andy Coan John Murphy                                                    | West-Duitsland Klaus Steinbach Dirk Braunleder Kersten Meier Peter Nocke                                    | Italië Roberto Pangaro Paolo Barelli Claudio Zei Marcello Guarducci                                                    |
| 1978 - West-Berlijn | Verenigde Staten Jack Babashoff Rowdy Gaines Jim Montgomery David McCagg                                               | West-Duitsland Andreas Schmidt Ulrich Temp Peter Knust Klaus Steinbach                                      | Zweden Per Holmertz Dan Larsson Per-Ola Quist Per-Alvar Magnusson                                                      |
| 1982 - Guayaquil    | Verenigde Staten Chris Cavanaugh Robin Leamy David McCagg Rowdy Gaines Matt Gribble Rich Saeger Tom Jager Bill Barrett | Sovjet-Unie Sergej Krasjoek Aleksej Filinov Sergej Smirjagin Aleksej Markovski                              | Zweden Per Johansson Bengt Baron Per Holmertz Per Wikström Per-Alvar Magnusson Michael Söderlund                       |
| 1986 - Madrid       | Verenigde Staten Tom Jager Mike Heath Paul Wallace Matt Biondi Asa Lawrence Jim Born                                   | Sovjet-Unie Gennadi Prigoda Nikolay Jevsejev Sergej Smirjagin Aleksej Markovski Veniamin Tajanovitsj        | Duitse Democratische Republiek Dirk Richter Jörg Woithe Sven Lodziewski Steffen Zesner Matthias Lutze                  |
| 1991 - Perth        | Verenigde Staten Tom Jager Brent Lang Doug Gjertsen Matt Biondi Troy Dalbey                                            | Duitsland Peter Sitt Dirk Richter Steffen Zesner Bengt Zikarsky Christian Tröger Nils Rudolph               | Sovjet-Unie Gennadi Prigoda Joeri Basjkatov Veniamin Tajanovitsj Vladimir Tkatsjenko Aleksej Borislavski               |
| 1994 - Rome         | Verenigde Staten Jon Olsen Josh Davis Ugur Taner Gary Hall jr. Chris Eckerman Scott Jett                               | Rusland Roman Shegolev Vladimir Predkin Vladimir Pysjnenko Aleksandr Popov Joeri Moechin Vladislav Koelikov | Brazilië Fernando Scherer Téofilo Ferreira André Teixeira Gustavo Borges                                               |
| 1998 - Perth        | Verenigde Staten Scott Tucker Jon Olsen Neil Walker Gary Hall jr. Brad Schumacher Bryan Jones                          | Australië Michael Klim Richard Upton Adam Pine Chris Fydler Anthony Rogis Nathan Rickard                    | Rusland Aleksandr Popov Vladislav Koelikov Roman Jegorov Denis Pankratov Maksim Korsjoenov                             |
| 2001 - Fukuoka      | Australië Michael Klim Ashley Callus Todd Pearson Ian Thorpe David Jenkins Adam Pine                                   | Nederland Mark Veens Johan Kenkhuis Klaas-Erik Zwering Pieter van den Hoogenband Ewout Holst                | Duitsland Stefan Herbst Torsten Spanneberg Lars Conrad Sven Lodziewski                                                 |
| 2003 - Barcelona    | Rusland Andrej Kapralov Ivan Oesov Denis Pimankov Aleksandr Popov Dmitri Talepov                                       | Verenigde Staten Scott Tucker Neil Walker Ryan Wochomurka Jason Lezak Randall Bal Nate Dusing               | Frankrijk Romain Barnier Julien Sicot Fabien Gilot Frédérick Bousquet                                                  |
| 2005 - Montréal     | Verenigde Staten Michael Phelps Neil Walker Nate Dusing Jason Lezak                                                    | Canada Yannick Lupien Rick Say Mike Mintenko Brent Hayden Garrett Weber-Gale Ben Wildman-Tobriner           | Australië Michael Klim Andrew Mewing Leith Brodie Patrick Murphy                                                       |
| 2007 - Melbourne    | Verenigde Staten Michael Phelps Neil Walker Cullen Jones Jason Lezak Garrett Weber-Gale Ben Wildman-Tobriner           | Italië Massimiliano Rosolino Alessandro Calvi Christian Galenda Filippo Magnini Lorenzo Vismara             | Frankrijk Fabien Gilot Frédérick Bousquet Julien Sicot Alain Bernard Amaury Leveaux Grégory Mallet                     |
| 2009 - Rome         | Verenigde Staten Michael Phelps Ryan Lochte Matt Grevers Nathan Adrian Garrett Weber-Gale Ricky Berens Cullen Jones    | Rusland Jevgeni Lagoenov Andrej Gretsjin Danila Izotov Aleksandr Soechoroekov Nikita Konovalov              | Frankrijk Fabien Gilot Alain Bernard Grégory Mallet Frédérick Bousquet Amaury Leveaux William Meynard                  |
| 2011 - Shanghai     | Australië James Magnussen Matt Targett Matt Abood Eamon Sullivan Kyle Richardson James Roberts                         | Frankrijk Fabien Gilot Alain Bernard Jérémy Stravius William Meynard                                        | Verenigde Staten Michael Phelps Garrett Weber-Gale Jason Lezak Nathan Adrian Ryan Lochte Douglas Robison David Walters |
| 2013 - Barcelona    | Frankrijk Yannick Agnel Florent Manaudou Fabien Gilot Jérémy Stravius Amaury Leveaux Grégory Mallet William Meynard    | Verenigde Staten Nathan Adrian Ryan Lochte Anthony Ervin James Feigen Ricky Berens Conor Dwyer              | Rusland Andrej Gretsjin Nikita Lobintsev Vladimir Morozov Danila Izotov Jevgeni Lagoenov Aleksandr Soechoroekov        |
| 2015 - Kazan        | Frankrijk Mehdy Metella Florent Manaudou Fabien Gilot Jérémy Stravius Lorys Bourelly Clément Mignon                    | Rusland Andrej Gretsjin Nikita Lobintsev Vladimir Morozov Aleksandr Soechoroekov Danila Izotov              | Italië Luca Dotto Marco Orsi Michele Santucci Filippo Magnini                                                          |
| 2017 - Boedapest    | Verenigde Staten Caeleb Dressel Townley Haas Blake Pieroni Nathan Adrian Zachary Apple Michael Chadwick                | Brazilië Gabriel Santos Marcelo Chierighini César Cielo Bruno Fratus                                        | Hongarije Dominik Kozma Nándor Németh Péter Holoda Richárd Bohus                                                       |
| 2019 - Gwangju      | Verenigde Staten Caeleb Dressel Blake Pieroni Zach Apple Nathan Adrian Townley Haas Michael Chadwick                   | Rusland Vladislav Grinev Vladimir Morozov Kliment Kolesnikov Jevgeni Rylov Andrej Minakov                   | Australië Cameron McEvoy Clyde Lewis Alexander Graham Kyle Chalmers                                                    |
| 2022 - Boedapest    | Verenigde Staten Caeleb Dressel Ryan Held Justin Ress Brooks Curry Hunter Armstrong                                    | Australië William Yang Matthew Temple Jack Cartwright Kyle Chalmers                                         | Italië Alessandro Miressi Thomas Ceccon Lorenzo Zazzeri Manuel Frigo                                                   |

### 4x200 meter vrije slag
| Jaar                | Goud | Zilver | Brons |
| 1973 - Belgrado     | Verenigde Staten Kurt Krumpholz Robin Backhaus Richard Klatt Jim Montgomery                                          | Australië John Kulasalu Stephen Badger Brad Cooper Mike Wenden                                                                    | West-Duitsland Klaus Steinbach Werner Lampe Peter Nocke Folkert Meeuw                                                 |
| 1975 - Cali         | West-Duitsland Klaus Steinbach Werner Lampe Hans Joachim Geissler Peter Nocke                                        | Verenigd Koninkrijk Alan McClatchey Gary Jameson Gordon Downie Brian Brinkley                                                     | Sovjet-Unie Alexandre Samsonov Anatoli Ribakov Viktor Aboimov Andrej Krilov                                           |
| 1978 - West-Berlijn | Verenigde Staten Bruce Furniss Bill Forrester Bobby Hackett Rowdy Gaines                                             | Sovjet-Unie Sergej Roesin Andrej Krylov Vladimir Salnikov Sergej Kopljakov                                                        | West-Duitsland Andreas Schmidt Peter Knust Karsten Lippmann Frank Wenmann                                             |
| 1982 - Guayaquil    | Verenigde Staten Rich Saeger Jeff Float Kyle Miller Rowdy Gaines Sam Worden Doug Towme                               | Sovjet-Unie Vladimir Sjemetov Ivar Stoekolkin Vladimir Salnikov Aleksej Filipov Andrej Krylov Svjatoslav Semenov Sergej Krasjoek  | West-Duitsland Andreas Schmidt Dirk Korthals Rainer Henkel Michael Groß Peter Knust                                   |
| 1986 - Madrid       | Duitse Democratische Republiek Lars Hinnenburg Thomas Flemming Dirk Richter Sven Lodziewski Stefan Zessner           | West-Duitsland Rainer Henkel Michael Groß Alexander Schowtka Thomas Fahrner Stefan Pfeiffer Dirk Korthals                         | Verenigde Staten Eric Boyer Mike Heath Dan Jorgensen Matt Biondi Mike O'Brien                                         |
| 1991 - Perth        | Duitsland Peter Sitt Steffen Zesner Steffen Pfeiffer Michael Groß Christian Tröger Jochen Bruha                      | Verenigde Staten Troy Dalbey Melvin Stewart Dan Jorgensen Doug Gjertsen Paul Robinson                                             | Italië Emanuele Idini Roberto Gleria Stefano Battistelli Giorgio Lamberti Bruno Zorzan                                |
| 1994 - Rome         | Zweden Christer Wallin Tommy Werner Lars Frölander Anders Holmertz Christoffer Eliasson                              | Rusland Joeri Moechin Vladimir Pysjnenko Denis Pankratov Roman Sjtsjogolev Alexei Stepanov                                        | Duitsland Andreas Szigat Christian Keller Oliver Lampe Steffen Zesner Torsten Spanneberg Christian Tröger Dirk Bludau |
| 1998 - Perth        | Australië Michael Klim Ian Thorpe Grant Hackett Daniel Kowalski Anthony Rogis                                        | Nederland Pieter van den Hoogenband Martijn Zuijdweg Mark van der Zijden Marcel Wouda Johan Kenkhuis Bas-Ido Wennekes             | Verenigd Koninkrijk Paul Palmer Andrew Clayton Gavin Meadows James Salter Mark Steven                                 |
| 2001 - Fukuoka      | Australië Grant Hackett Bill Kirby Michael Klim Ian Thorpe Todd Pearson Antony Matkovich Ray Hass                    | Italië Emiliano Brembilla Matteo Pelliciari Andrea Beccari Massimiliano Rosolino Andrea Righi Federico Cappellazzo Simone Cercato | Verenigde Staten Scott Goldblatt Nate Dusing Chad Carvin Klete Keller Jay Schryver Jamie Rauch                        |
| 2003 - Barcelona    | Australië Grant Hackett Craig Stevens Nicholas Sprenger Ian Thorpe Jason Cram Antony Matkovich                       | Verenigde Staten Michael Phelps Nate Dusing Aaron Peirsol Klete Keller Kevin Clements Chad Carvin Scott Goldblatt                 | Duitsland Johannes Österling Lars Conrad Stefan Herbst Christian Keller Helge Meeuw                                   |
| 2005 - Montréal     | Verenigde Staten Michael Phelps Ryan Lochte Peter Vanderkaay Klete Keller Jayme Cramer Matthew McGinnis              | Canada Brent Hayden Colin Russell Rick Say Andrew Hurd                                                                            | Australië Nicholas Sprenger Patrick Murphy Andrew Mewing Grant Hackett Brendon Hughes Adam Lucas                      |
| 2007 - Melbourne    | Verenigde Staten Michael Phelps Ryan Lochte Klete Keller Peter Vanderkaay Jayme Cramer David Walters                 | Australië Patrick Murphy Andrew Mewing Grant Brits Kenrick Monk Nic Ffrost                                                        | Canada Brian Johns Brent Hayden Rick Say Andrew Hurd                                                                  |
| 2009 - Rome         | Verenigde Staten Michael Phelps Ricky Berens David Walters Ryan Lochte Daniel Madwed Davis Tarwater Peter Vanderkaay | Rusland Nikita Lobintsev Michail Politsjoek Danila Izotov Aleksandr Soechoroekov Jevgeni Lagoenov Sergej Peroenin                 | Australië Kenrick Monk Robert Hurley Tommaso D'Orsogna Patrick Murphy Nic Ffrost Kirk Palmer                          |
| 2011 - Shanghai     | Verenigde Staten Michael Phelps Peter Vanderkaay Ricky Berens Ryan Lochte David Walters Conor Dwyer                  | Frankrijk Yannick Agnel Grégory Mallet Jérémy Stravius Fabien Gilot Sebastien Rouault                                             | China Wang Shun Zhang Lin Li Yunqi Sun Yang Jiang Yuhui                                                               |
| 2013 - Barcelona    | Verenigde Staten Conor Dwyer Ryan Lochte Charlie Houchin Ricky Berens Matt McLean Michael Klueh                      | Rusland Danila Izotov Nikita Lobintsev Artjom Loboezov Aleksandr Soechoroekov                                                     | China Wang Shun Hao Yun Li Yunqi Sun Yang Lü Zhiwu                                                                    |
| 2015 - Kazan        | Verenigd Koninkrijk Daniel Wallace Robert Renwick Calum Jarvis James Guy Nicholas Grainger Duncan Scott              | Verenigde Staten Ryan Lochte Conor Dwyer Reed Malone Michael Weiss Michael Klueh                                                  | Australië Cameron McEvoy David McKeon Daniel Smith Thomas Fraser-Holmes Grant Hackett Kurt Herzog                     |
| 2017 - Boedapest    | Verenigd Koninkrijk Stephen Milne Nicholas Grainger Duncan Scott James Guy Calum Jarvis                              | Rusland Michail Dovgaljoek Michail Vekovisjtsjev Danila Izotov Aleksandr Krasnych Nikita Lobintsev                                | Verenigde Staten Blake Pieroni Townley Haas Jack Conger Zane Grothe Conor Dwyer Clark Smith Jay Litherland            |
| 2019 - Gwangju      | Australië Clyde Lewis Kyle Chalmers Alexander Graham Mack Horton Jack McLoughlin Thomas Fraser-Holmes                | Rusland Michail Dovgaljoek Michail Vekovisjtsjev Aleksandr Krasnych Martin Maljoetin Ivan Girev                                   | Verenigde Staten Andrew Seliskar Blake Pieroni Zach Apple Townley Haas Jack Conger Jack LeVant                        |
| 2022 - Boedapest    | Verenigde Staten Drew Kibler Carson Foster Trenton Julian Kieran Smith Trey Freeman Coby Carrozza                    | Australië Elijah Winnington Zac Incerti Samuel Short Mack Horton Brendon Smith                                                    | Verenigd Koninkrijk James Guy Jacob Whittle Joe Litchfield Tom Dean Matthew Richards                                  |

### 4x100 meter wisselslag
| Jaar                | Goud | Zilver | Brons |
| 1973 - Belgrado     | Verenigde Staten Mike Stamm John Hencken Joe Bottom Jim Montgomery                                                                  | Duitse Democratische Republiek Roland Matthes Jurgen Glas Helmut Floeckner Roger Pyttel                                                                  | Canada Ian McKenzie Peter Hrditschka Bruce Robertson Brian Philips                                                                             |
| 1975 - Cali         | Verenigde Staten John Murphy Richard Colella Gregory Jagenburg Andy Coan                                                            | West-Duitsland Klaus Steinbach Walter Kusch Michael Kraus Peter Nocke                                                                                    | Verenigd Koninkrijk James Carter David Wilkie Brian Brinkley Gordon Downie                                                                     |
| 1978 - West-Berlijn | Verenigde Staten Bob Jackson Nicholas Nevid Joe Bottom David McCagg                                                                 | West-Duitsland Klaus Steinbach Walter Kusch Michael Kraus Andreas Schmidt                                                                                | Verenigd Koninkrijk Gary Abraham Duncan Goodhew John Mills Martin Smith                                                                        |
| 1982 - Guayaquil    | Verenigde Staten Rick Carey Steve Lundquist Matthew Gribble Rowdy Gaines Clay Britt John Moffet Chris Rives Chris Cavanaugh         | Sovjet-Unie Vladimir Sjemetov Joeri Kiss Aleksej Markovski Sergej Smirjagin Viktor Koeznetsov Sergej Krasjoek                                            | West-Duitsland Stefan Peter Gerald Mörken Michael Groß Andreas Schmidt                                                                         |
| 1986 - Madrid       | Verenigde Staten Daniel Yeatch David Lundberg Pablo Morales Matt Biondi Mark Rhodenbaugh Steven Bentley Craig Oppel Tom Jager       | West-Duitsland Frank Hoffmeister Bert Göbel Michael Groß André Schadt Rene Schaffgans Alexander Schowtka                                                 | Sovjet-Unie Igor Poljanski Dmitri Volkov Aleksej Markovski Nikolaj Jevsejev Sergej Zabolotnov Eduard Klimentyev Sergej Garro Sergej Smirjagin  |
| 1991 - Perth        | Verenigde Staten Jeff Rouse Eric Wunderlich Mark Henderson Matt Biondi Scot Johnson Mike Barrowman Bart Pippenger Brent Lang        | Sovjet-Unie Vladimir Sjemetov Dmitri Volkov Vjatsjetslav Koelikov Veniamin Tajanovitsj Vladimir Selkov Vadim Alexeev Vjatsjeslav Novikov Joeri Basjkatov | Duitsland Frank Hoffmeister Christian Poswiat Michael Groß Dirk Richter Thilo Haase Bengt Zikarsky                                             |
| 1994 - Rome         | Verenigde Staten Jeff Rouse Eric Wunderlich Mark Henderson Gary Hall jr. Brian Retterer Seth Van Neerden Jon Olsen                  | Rusland Vladimir Selkov Vassili Ivanov Denis Pankratov Aleksandr Popov Andrej Ivanov Vladislav Koelikov Vladimir Predkin                                 | Hongarije Tamás Deutsch Norbert Rózsa Péter Horváth Attila Czene Attila Zubor                                                                  |
| 1998 - Perth        | Australië Matt Welsh Phil Rogers Michael Klim Chris Fydler Geoff Huegill                                                            | Verenigde Staten Lenny Krayzelburg Kurt Grote Neil Walker Gary Hall jr. Jeremy Linn John Hargis Scott Tucker                                             | Hongarije Attila Czene Norbert Rózsa Péter Horváth Attila Zubor                                                                                |
| 2001 - Fukuoka      | Australië Matt Welsh Regan Harrison Geoff Huegill Ian Thorpe Josh Watson Phil Rogers Adam Pine Ashley Callus                        | Duitsland Steffen Driesen Jens Kruppa Thomas Rupprath Torsten Spanneberg                                                                                 | Rusland Vladislav Aminov Dmitri Komornikov Vladislav Koelikov Dmitry Tsjernytsjev Igor Martsjenko Leonid Chochlov                              |
| 2003 - Barcelona    | Verenigde Staten Aaron Peirsol Brendan Hansen Ian Crocker Jason Lezak Randall Bal Ed Moses Michael Phelps Neil Walker               | Rusland Arkadi Vjatsjanin Roman Ivanovsky Igor Martsjenko Aleksandr Popov Jevgeni Aljosjin Dmitri Komornikov Jevgeni Korotysjkin Denis Pimankov          | Japan Tomomi Morita Kosuke Kitajima Takashi Yamamoto Daisuke Hosokawa                                                                          |
| 2005 - Montréal     | Verenigde Staten Aaron Peirsol Brendan Hansen Ian Crocker Jason Lezak Randall Bal Mark Gangloff Michael Phelps Neil Walker          | Rusland Arkadi Vjatsjanin Dmitri Komornikov Igor Martsjenko Andrej Kapralov Grigori Falko Jevgeni Korotysjkin Jevgeni Lagoenov                           | Japan Tomomi Morita Kosuke Kitajima Ryo Takayasu Daisuke Hosokawa Hisayoshi Sato                                                               |
| 2007 - Melbourne    | Australië Matt Welsh Brenton Rickard Andrew Lauterstein Eamon Sullivan Hayden Stoeckel Michael Klim Kenrick Monk                    | Japan Tomomi Morita Kosuke Kitajima Takashi Yamamoto Daisuke Hosokawa Masafumi Yamaguchi                                                                 | Rusland Arkadi Vjatsjanin Dmitri Komornikov Nikolaj Skvortsov Jevgeni Lagoenov Roman Sloednov Andrej Kapralov                                  |
| 2009 - Rome         | Verenigde Staten Aaron Peirsol Eric Shanteau Michael Phelps David Walters Matt Grevers Mark Gangloff Tyler McGill Nathan Adrian     | Duitsland Helge Meeuw Hendrik Feldwehr Benjamin Starke Paul Biedermann                                                                                   | Australië Ashley Delaney Brenton Rickard Andrew Lauterstein Matt Targett Christian Sprenger                                                    |
| 2011 - Shanghai     | Verenigde Staten Nick Thoman Mark Gangloff Michael Phelps Nathan Adrian David Plummer Eric Shanteau Tyler McGill Garrett Weber-Gale | Australië Hayden Stoeckel Brenton Rickard Geoff Huegill James Magnussen Ben Treffers Christian Sprenger Sam Ashby James Roberts                          | Duitsland Helge Meeuw Hendrik Feldwehr Benjamin Starke Paul Biedermann Markus Deibler                                                          |
| 2013 - Barcelona    | Frankrijk Camille Lacourt Giacomo Perez d'Ortona Jérémy Stravius Fabien Gilot                                                       | Australië Ashley Delaney Christian Sprenger Tommaso D'Orsogna James Magnussen Kenneth To Cameron McEvoy                                                  | Japan Ryosuke Irie Kosuke Kitajima Takuro Fujii Shinri Shioura                                                                                 |
| 2015 - Kazan        | Verenigde Staten Ryan Murphy Kevin Cordes Tom Shields Nathan Adrian Matt Grevers Cody Miller Tim Phillips Ryan Lochte               | Australië Mitch Larkin Jake Packard Jayden Hadler Cameron McEvoy David Morgan Kyle Chalmers                                                              | Frankrijk Camille Lacourt Giacomo Perez-Dortona Mehdy Metella Fabien Gilot                                                                     |
| 2017 - Boedapest    | Verenigde Staten Matt Grevers Kevin Cordes Caeleb Dressel Nathan Adrian Ryan Murphy Cody Miller Tim Phillips Townley Haas           | Verenigd Koninkrijk Chris Walker-Hebborn Adam Peaty James Guy Duncan Scott Ross Murdoch                                                                  | Rusland Jevgeni Rylov Kirill Prigoda Aleksandr Popkov Vladimir Morozov Grigori Tarasevitsj Anton Tsjoepkov Daniil Pakhomov Danila Izotov       |
| 2019 - Gwangju      | Verenigd Koninkrijk Luke Greenbank Adam Peaty James Guy Duncan Scott James Wilby                                                    | Verenigde Staten Ryan Murphy Andrew Wilson Caeleb Dressel Nathan Adrian Matt Grevers Michael Andrew Jack Conger Zach Apple                               | Rusland Jevgeni Rylov Kirill Prigoda Andrej Minakov Vladimir Morozov Kliment Kolesnikov Anton Tsjoepkov Michail Vekovisjtsjev Vladislav Grinev |
| 2022 - Boedapest    | Italië Thomas Ceccon Nicolò Martinenghi Federico Burdisso Alessandro Miressi Piero Codia Lorenzo Zazzeri                            | Verenigde Staten Ryan Murphy Nic Fink Michael Andrew Ryan Held Hunter Armstrong Trenton Julian Brooks Curry                                              | Verenigd Koninkrijk Luke Greenbank James Wilby James Guy Tom Dean Jacob Peters Lewis Burras                                                    |

## Gemengde Estafettes

### 4x100 meter vrije slag
| Jaar             | Goud | Zilver | Brons |
| 2015 - Kazan     | Verenigde Staten Ryan Lochte Nathan Adrian Simone Manuel Missy Franklin Conor Dwyer Margo Geer Abbey Weitzeil                          | Nederland Sebastiaan Verschuren Joost Reijns Ranomi Kromowidjojo Femke Heemskerk Kyle Stolk Marrit Steenbergen                   | Canada Santo Condorelli Yuri Kisil Chantal van Landeghem Sandrine Mainville Karl Krug Victoria Poon       |
| 2017 - Boedapest | Verenigde Staten Caeleb Dressel Nathan Adrian Mallory Comerford Simone Manuel Blake Pieroni Townley Haas Lia Neal Kelsi Worrell        | Nederland Ben Schwietert Kyle Stolk Femke Heemskerk Ranomi Kromowidjojo Maud van der Meer                                        | Canada Yuri Kisil Javier Acevedo Chantal van Landeghem Penny Oleksiak Markus Thormeyer Sandrine Mainville |
| 2019 - Gwangju   | Verenigde Staten Caeleb Dressel Zach Apple Mallory Comerford Simone Manuel Blake Pieroni Nathan Adrian Katie McLaughlin Abbey Weitzeil | Australië Kyle Chalmers Clyde Lewis Emma McKeon Bronte Campbell Cameron McEvoy Alexander Graham Brianna Throssell Madison Wilson | Frankrijk Clément Mignon Mehdy Metella Charlotte Bonnet Marie Wattel Maxime Grousset Béryl Gastaldello    |
| 2022 - Boedapest | Australië Jack Cartwright Kyle Chalmers Madison Wilson Mollie O'Callaghan Zac Incerti William Yang Meg Harris Leah Neale               | Canada Joshua Liendo Javier Acevedo Kayla Sanchez Penny Oleksiak Ruslan Gaziev Taylor Ruck Maggie Mac Neil                       | Verenigde Staten Ryan Held Brooks Curry Torri Huske Claire Curzan Drew Kibler Erika Brown Kate Douglass   |

### 4x100 meter wisselslag
| Jaar             | Goud | Zilver | Brons |
| 2015 - Kazan     | Verenigd Koninkrijk Chris Walker-Hebborn Adam Peaty Siobhan-Marie O'Connor Fran Halsall Ross Murdoch Rachael Kelly             | Verenigde Staten Ryan Murphy Kevin Cordes Katie McLaughlin Margo Geer Kendyl Stewart Lia Neal                                   | Duitsland Jan-Philip Glania Hendrik Feldwehr Alexandra Wenk Annika Bruhn                                     |
| 2017 - Boedapest | Verenigde Staten Matt Grevers Lilly King Caeleb Dressel Simone Manuel Ryan Murphy Kevin Cordes Kelsi Worrell Mallory Comerford | Australië Mitch Larkin Daniel Cave Emma McKeon Bronte Campbell Kaylee McKeown Matthew Wilson Grant Irvine Shayna Jack           | Canada Kylie Masse Richard Funk Penny Oleksiak Yuri Kisil Javier Acevedo Rebecca Smith Chantal van Landeghem |
| 2017 - Boedapest | Verenigde Staten Matt Grevers Lilly King Caeleb Dressel Simone Manuel Ryan Murphy Kevin Cordes Kelsi Worrell Mallory Comerford | Australië Mitch Larkin Daniel Cave Emma McKeon Bronte Campbell Kaylee McKeown Matthew Wilson Grant Irvine Shayna Jack           | China Xu Jiayu Yan Zibei Zhang Yufei Zhu Menghui Li Guangyuan Shi Jinglin Li Zhuhao                          |
| 2019 - Gwangju   | Australië Mitch Larkin Matthew Wilson Emma McKeon Cate Campbell Minna Atherton Matthew Temple Bronte Campbell                  | Verenigde Staten Ryan Murphy Lilly King Caeleb Dressel Simone Manuel Matt Grevers Andrew Wilson Kelsi Dahlia Mallory Comerford  | Verenigd Koninkrijk Georgia Davies Adam Peaty James Guy Freya Anderson James Wilby                           |
| 2022 - Boedapest | Verenigde Staten Hunter Armstrong Nic Fink Torri Huske Claire Curzan Ryan Murphy Lilly King Michael Andrew Erika Brown         | Australië Kaylee McKeown Zac Stubblety-Cook Matthew Temple Shayna Jack Isaac Cooper Matthew Wilson Brianna Throssell Meg Harris | Nederland Kira Toussaint Arno Kamminga Nyls Korstanje Marrit Steenbergen                                     |

Langebaan (50 meter):

mannen · vrouwen

Belgrado 1973 · 
Cali 1975 · 
West-Berlijn 1978 · 
Guayaquil 1982 · 
Madrid 1986 · 
Perth 1991 · 
Rome 1994 · 
Perth 1998 · 
Fukuoka 2001 · 
Barcelona 2003 · 
Montréal 2005 · 
Melbourne 2007 · 
Rome 2009 · 
Shanghai 2011 · 
Barcelona 2013 · 
Kazan 2015 · 
Boedapest 2017 ·
Gwangju 2019 · 
Boedapest 2022 · 
Fukuoka 2023 · 
Doha 2024 · 
Singapore 2025

Kortebaan (25 meter): 

Palma de Mallorca 1993 · 
Rio de Janeiro 1995 · 
Gotenburg 1997 · 
Hongkong 1999 · 
Athene 2000 · 
Moskou 2002 · 
Indianapolis 2004 · 
Shanghai 2006 · 
Manchester 2008 · 
Dubai 2010 · 
Istanboel 2012 · 
Doha 2014 · 
Windsor 2016 · 
Hangzhou 2018 · 
Abu Dhabi 2021 · 
Melbourne 2022 · 
Boedapest 2024